# ジャンケンマン (アーケードゲーム)

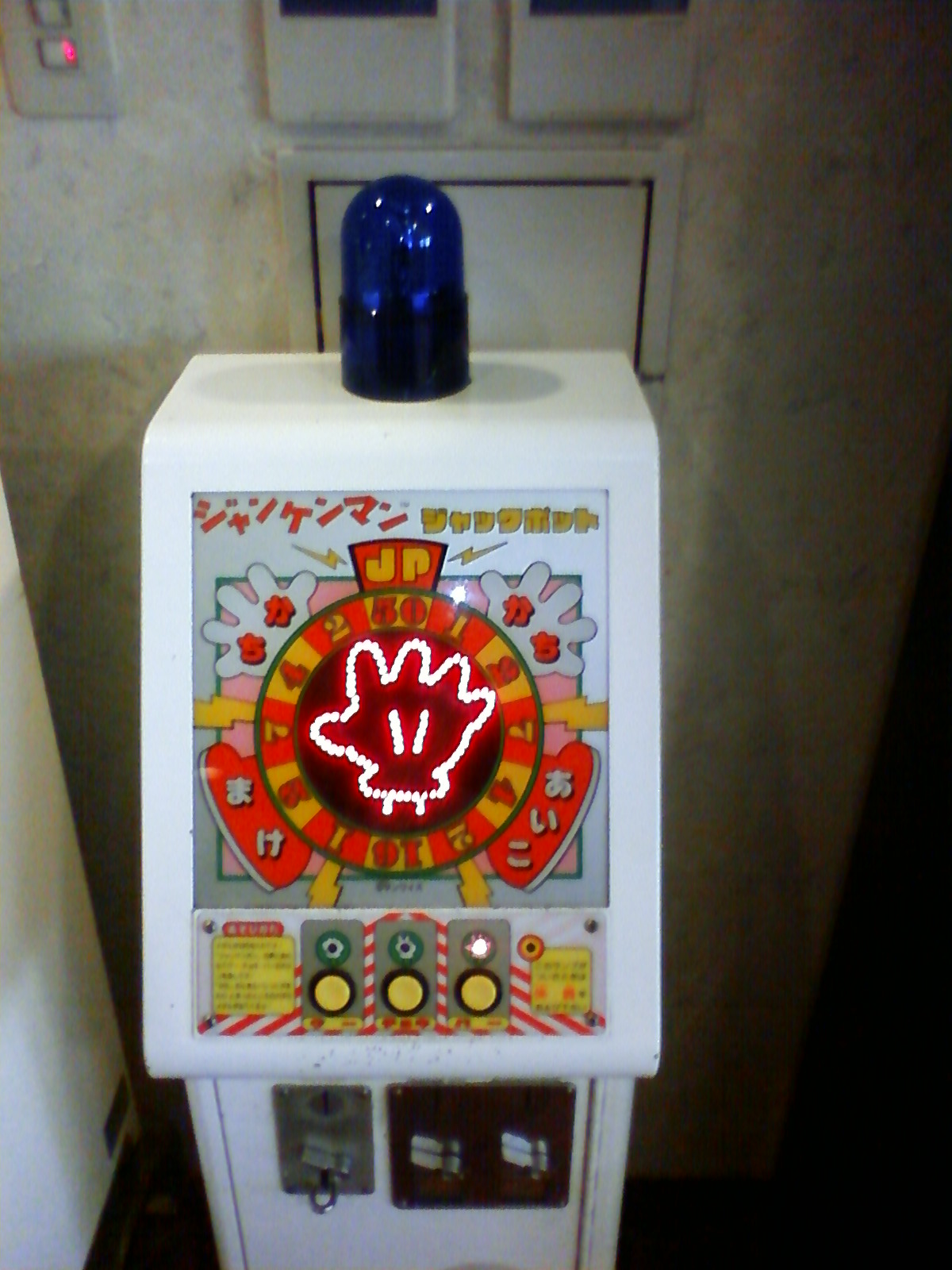
ジャンケンマン・ジャックポット

ジャンケンマンは、1985年にサンワイズから発売されたメダルゲームである。シンプルでわかり易いゲーム内容が人気を呼び、稼働していた当時は駄菓子屋や、百貨店・ショッピングセンター・温泉街にある旅館やホテルの児童向けゲームコーナーに設置されていた。

## 概要
ゲームの内容は極めて簡単で、ゲーム筐体を相手にじゃんけんを行なうものである。勝敗によってプレイヤーの保有するメダルが増減する。じゃんけんの拳は点画の様に多数のLEDを使い、グーの型を基本に、指を2本加えてチョキ、5本加えてパーを現す。
遊び方は以下の通り。
1. コインまたはメダルを投入すると、「じゃーん、けーん、」の音声が発せられるので、「グー」「チョキ」「パー」いずれかのボタンを押す。ボタンを押すと同時に「ぽん!」が発声される。
2. 勝敗の判定がされ、勝敗に応じて以下の動作が行われる。
  - あいこになった場合は、再び「じゃーん、けーん、」の音声が発せられ、また1からの繰り返しとなる。後期以降のあいこ時は「あーい、こーで、」の音声が発せられ、ボタンを押すと同時に「しょー!」が発声される。
  - 勝った場合は「やっぴー」の音声と共に、盤面の「かち」「2」ランプ、及びスタートボタン・メダルもどしボタンのLEDが点灯する。スタートボタンを押すと現在の当たり枚数を賭け、再度勝負できる（ダブルアップ）。メダルもどしボタンを押すと獲得したメダルが払い出される。枚数は初期状態では2枚で、最大32枚=5戦まで続けられる。なお続編では勝利の後に付加機能が働く。
  - 負けた場合は「ズコー」の音声と共に盤面の「まけ」ランプが点灯し、何も出ないままゲームオーバーとなる。

## シリーズ
好評を受けて、続編が何作か作られている。基本的なゲーム内容は同じで、さらに他のゲーム機能を付加されている。
- ジャンケンマン フィーバー（1987年）、ジャンケンマン ジャックポット（1991年）

ルーレット機能付き。勝った場合「フィーバー!」の声とともにルーレットが回転、止まったところの数字のメダルが払い出され、同時に「ヤッピー!」の音声が出る。フィーバーは1・2・4・7・20のいずれか、ジャックポットは1・2・4・7・16・50のいずれかの枚数。
- ジャンケンマン7（ジャンケンマンセブン）

ジャンケンに勝利すると、3桁の7セグスロットが回転し、3つ数字がそろうと数字に応じた枚数が払い出される。3枚までベット可能で、最高は777の20倍。スロットが外れることもある（その場合はハズレで払い出しなし）。
- ジャンケンマン かったら、あげる!!（1991年）

プライズゲーム。ジャンケンに勝つと、カードが1枚か2枚払い出される。
- ジャンケンマン バブルス（1992年）

遊び方はジャンケンではなく、スロットゲームである。3ベットまで可能で、3つのリールをボタンでストップする。
絵柄によっては、メダルが当たったり、大量メダルを獲得できるボーナスゲームもある。
- ジャンケンマン 福引き、元祖ジャンケンマン（1995年）、ジャンケンマン21（2001年/販売はアズロネット）

プライズゲーム機。ジャンケンマン福引きは、ジャンケンに勝ち、福引を回すことで景品を獲得できる。
元祖ジャンケンマンは、店舗で設定された回数（2〜3回）中1度でも勝てば、景品を獲得。
ジャンケンマン21は、ジャンケンに勝つとルーレットが回り、ポイントを獲得できる。ただし、負けると1ポイント減る。5ポイント獲得で景品獲得になる。

## 版権
発売メーカーのサンワイズは当ゲームのヒットをきっかけに、他にもメダルゲームを開発。有限会社から株式会社に改まり、株式公開も準備していたが、1998年3月6日に倒産した。
サンワイズ倒産後、同シリーズの権利はサンワイズと同じ東京都三鷹市に本社を置くアズロネットが保有していた。アズロネットは販売並びにサンワイズ製品の修理サポートを行っていたが、共に終了している。なお、アズロネットも公式サイトを閉鎖している。
2020年、バンダイから、ジャンケンマンの音声を再現したカプセルトイ「ガシャポンサウンド　ジャンケンマンJP（ジャックポット）」が発売された。同品のコピーライト表記は「©EXCEL CORP.」となっている。

### サンワイズが開発した主な製品
- ザ・ダイダマン（1987年）

メダルゲーム機。ジャンケンマンと同じ筐体だが、下部のスピーカーの位置が右になっている。また、パトライトは搭載していない。
1枚から遊ぶことができる。ピッチャーが投げてくる球（LED）がホームベースに来た瞬間タイミングよくボタンを押し、ボールを打つ。判定には、ヒット、ファール（リプレイ）、アウト（ゲームオーバー）がある。ヒットするとランナーのランプが点灯し、当たり（数字）が光る。最高当たりは20枚。ホームインしてない間は続けるかメダルを獲得（終了）できる。稼働当時はホームインするとダイダマンカードが払い出されることがあった。後継機で、「リトルスラッガー」がある。
- リトルスラッガー（1991年）

メダルゲーム機。筐体はジャンケンマンジャックポットと同様。1〜3枚ベット可能。ザ・ダイダマンとルールはほとんど同じだが、レバーで球を打ったり、判定ランプにアウトが追加されるなど、より本格的な野球が楽しめる仕様になっている。最高当たりは3ベットで60枚。
- サンダーマン（1989年）

メダルゲーム機。1枚から遊ぶことができる。メダルを入れると数字が回転し、ボタンを押すと押した部分の数字の枚数メダルが払い出される。当たると数字の下部の雷が一瞬光る仕様にもなっている。最高当たりは20枚。
- ポップンルーレット!（1994年）

メダルゲーム機。1〜3枚ベット可能。スタートボタンを押して回るランプをタイミングよくストップボタンを押す。数字によって、メダルが払い出される。最高当たりは3ベットで90枚。
- パワーキック（1994年）

メダルゲーム機。ジャンケンマンジャックポットと同じ筐体に、ブラウン管が搭載されているゲーム。上部のパトライトは搭載していない。
1〜3枚ベット可能。最初にパワーのタイミングを合わせて、相手のゴールにシュートする。次に、相手がシュートするボールをクリアできれば成功。ルーレットによってメダルが獲得できることがある（0枚も存在する）。最高当たりは3ベットで99枚。
- Happy Bell「ハッピーベル」

プライズゲーム機。パットを叩いて景品横のLEDランプに矢印の先が止まると景品が獲得できる。シングルと、2台組み合わさっているダブルサイズがある。
- プリティープレゼント（1995年）

プライズゲーム機。筐体は元祖ジャンケンマンと同様。最初に内側のランプで景品を選んでストップする。次に外側のランプを内側のランプと同じ位置に止める。見事そろえば景品を獲得できる。